# Neomarica candida
Neomarica candida är en irisväxtart som först beskrevs av Emil Hassler, och fick sitt nu gällande namn av Thomas Archibald Sprague. Neomarica candida ingår i släktet Neomarica och familjen irisväxter. Inga underarter finns listade i Catalogue of Life.

## Bildgalleri

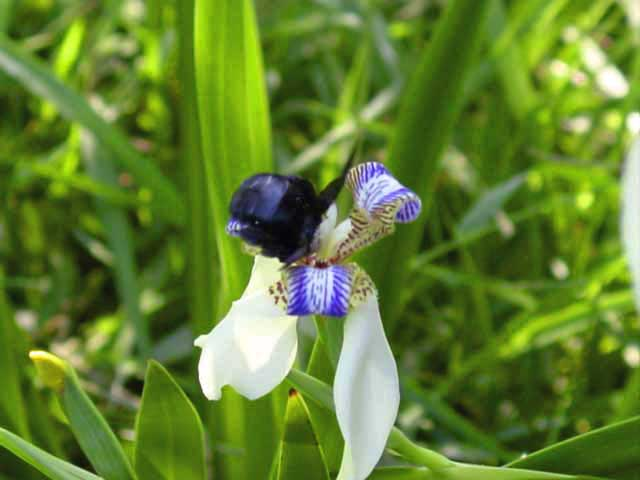